# АРТСтрелка
АРТСтрелка — культурный центр, существовавший в 2004–2009 годах в западной части острова Балчуг (в центре Москвы) возле Патриаршего моста на месте гаражей кондитерской фабрики «Красный Октябрь».

## История АРТСтрелки
Открытию Культрного центра "АРТСтрелка" и появлению самого определения "АРТ- стрелка" в московском культурном поле, предшествовал фестиваль «Графического дизайна и новой визуальной культуры – Графит-3», прошедший в 23-26 мая 2002 года по адресу Берсеневская наб., 6, на открытой площадке непосредственно у памятника Петру I работы Зураба Церетели. В попытках уйти от фактически внутрицехового события и создать мероприятие для широкой публики организаторами двух предыдущих фестивалей "Графит" компанией BIOS Design group и типографией «Полиграф-Издат Сервис» был приглашен продюсер Аркадий Гасиловский, который и ввел это понятие в обиход. Так после изменения места проведения фестиваля в пресс-релизах появилось понятие "Стрелка", а в пост-релизах и обзорах фестиваля оно трансформировалось в "Арт-стрелку", впоследствии ставшем нарицательным. Культурный центр «АРТСтрелка» был открыт 18 сентября 2004 года по инициативе Владимира Дубосарского на территории фабрики «Красный Октябрь», принадлежащей «Гута-групп». «АРТСтрелка» стала одним из первых московских опытов джентрификации. Первоначально предполагалось отдать эту территорию художникам на два года, после чего владелец земли «Гута-Девелопмент» планировал возведение на этом месте жилищного комплекса «Золотой остров». В действительности культурный центр просуществовал почти пять лет, — до 27 июня 2009 года, — после чего на его месте возникли институт и бар с одинаковым названием «Стрелка».
«АРТСтрелка» представляла собой площадь, на которую выходили семь выездов из гаражей, арендованные семью выставочными площадками (как правило галереями). Здание гаража имело двухэтажную пристройку, закрывавшую «АРТСтрелку» от набережной и делавшую пространство более приватным. В этом здании также располагались несколько независимых выставочных площадок.
Все галереи старались проводить открытия выставок раз в месяц в один день — последнюю или предпоследнюю субботу. Часто во время общего вернисажа на площади проходили перформансы. В другие, обычные дни работы «АРТСтрелки» большинство галерей стояли запертыми.
Внутри «АРТСтрелки» в 2006 году родилась внутрицеховая премия в области современного искусства «Соратник».

## Цитаты
- «Своим появлением „АРТСтрелка“ отчасти обязана градостроительной причуде, а именно пешеходному мосту от храма Христа Спасителя. Когда мост уже наполовину построили, выяснилось, что идти по нему, собственно, некуда: щеголеватое сооружение упиралось в непригодные для фланирования фабричные гаражи и лабазы. Счастливая идея создать на территории „Красного Октября“ выставочный центр принадлежит художнику Владимиру Дубосарскому, уже проявившему талант арт-менеджера, организовав фестиваль искусства на открытом воздухе „АртКлязьма“. Сама идея организации арт-пространств в бывших промышленных строениях давно известна на Западе. Что же до завсегдатаев московских галерей современного искусства, то у них „АРТСтрелка“ вызывает приятные воспоминания о первом Центре современного искусства, с 1992 по 1995 год располагавшегося совсем неподалёку, на Якиманской набережной. С тех пор современное искусство у многих ассоциируется с ароматом шоколада, доносившимся от фабрики „Красный Октябрь“»[1] — И. Кулик.
- «И вот «АРТСтрелка» закрывается. Новость распространила совладелица и куратор самой активной галереи «АРТСтрелка Projects» Ольга Лопухова. Она рассказала «Ъ», что «АРТСтрелка» повторяет мировой сценарий джентрификации, когда заброшенные районы сначала обживают художники, а на их место уже приходят бизнесмены. «Мы все эти годы платили $150 за квадратный метр в год, теперь аренда, конечно, возрастет. Я слышала, что на месте нашей галереи собираются открыть ресторан,— поделилась она с „Ъ“.— Но я попросила нового владельца Александра Мамута не использовать наше название „АРТСтрелка“. Он обещал над этим подумать»[5] — Коммерсантъ. — 2009. — 26 мая.

## Галереи, располагавшиеся на АРТСтрелке
- АРТСтрелка-projects — 2004–2009
- Галерея-офис Art Business Consulting — 2004–2009
- Batlow@Below — 2007
- Electroboutique ViewStation — 2005–2009
- James — 2004–2005
- LUMI коллекция
- Reflex — 2004–2009
- Paperworks — 2008–2009
- Ru.Литвин — 2007–2009
- VP studio на Стрелке — 2005–2007
- XL Project — 2004–2006
- Фотогалерея «Глаз» при МДФ — 2006–2009
- Жир — 2009
- Галерея Клуба коллекционеров — 2004–2005
- Контейнер # — 2009
- Галерея Лизы Плавинской — 2004–2005
- Галерея-витрина Давида Тер-Оганьяна — 2004–2006
- Фабрика найденных одежд — 2005
- Фантом Бренд — 2006
- Галерея Виктора Фрейденберга — 2004–2009